# Александровское военное училище
Александровское военное училище — военно-учебное заведение Русской императорской армии, готовившее офицеров пехоты. Располагалось в Москве.

## Создание училища
Венгерский поход показал, что офицеры, получившие образование в кадетских корпусах, вследствие своей находчивости и исполнительности представляли собой более ценный кадровый элемент, чем командный состав, произведённый из рядовых солдат. Было принято решение увеличить число кадетских корпусов.
Высочайшим рескриптом от 25 декабря 1849 года в Москве на базе Александринского сиротского института был создан Александринский сиротский кадетский корпус для 400 сирот штаб- и обер-офицеров, а также военных и гражданских чиновников из потомственных дворян. Его директором стал Пётр Александрович Грессер; батальонным командиром — георгиевский кавалер Николай Алексеевич Веселовский. В 1860 году корпус посетил император Александр II.
В связи с преобразованием кадетских корпусов в военные гимназии 25 августа 1863 года на базе Александринского сиротского корпуса было создано военное училище. С сентября 1863 года переименовано в Александровское военное. В первом наборе оказалось около 240 человек, которые стали именоваться юнкерами. Первым его начальником стал полковник Б. А. Шванебах (до 1874 года). Вместе со зданием из бывшего кадетского корпуса в училище были переданы церковь, библиотека, архив и всё материальное имущество. Приказом Военного министра от сентября 1863 года были сформулированы правила приёма в училище — комплектование производилось, в основном, воспитанниками военных гимназий, с допуском на свободные вакансии молодёжи всех сословий с законченным средним образованием. С 1867 правила приёма были изменены — принимались лица всех сословий, но без рекрутской обязанности (без экзаменов принимались окончившие курс военных гимназий и средних учебных заведений, получившие установленные аттестаты). В 1894 году правила были вновь исправлены — было введено сильное ограничение на приём лиц не дворянского происхождения.

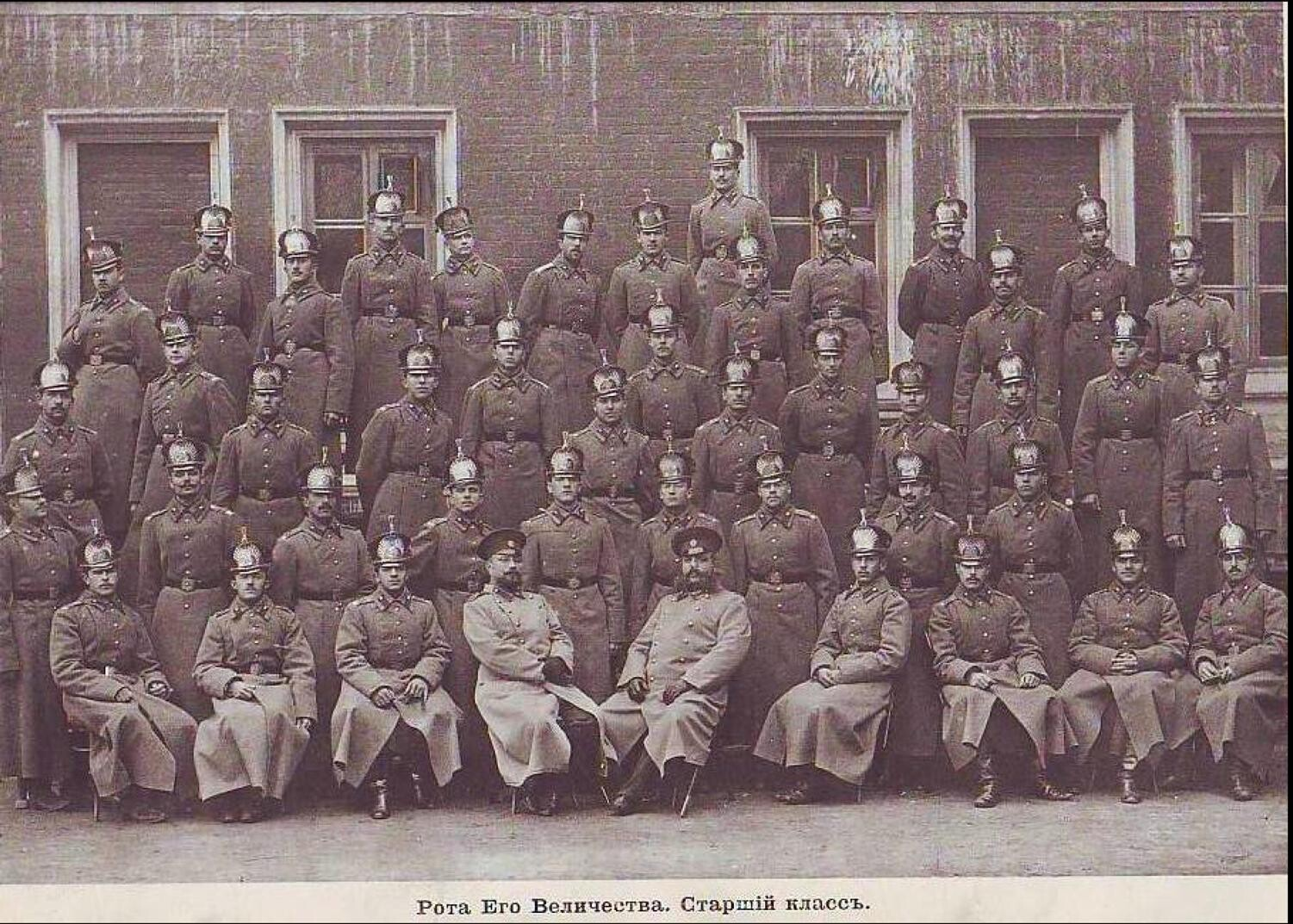
Рота Его Величества, старший класс. 1911 г.

В 1864 году училищу был присвоен 3-й номер.
27 апреля 1867 года училище посетил император Александр II, который остался очень доволен и заведением, и его воспитанниками и принял шефство над училищем. Впоследствии шефами училища были императоры Александр III и Николай II.
После Шванебаха начальником училища был назначен полковник Самохвалов Михаил Петрович, бывший командир Самогитского гренадерского полка; его упоминает писатель Куприн А.И. в романе «Юнкера».
С 1894 года училище получает изначальное наименование (без номера) — Александровское военное.
Последним начальником училища (с 1908 по 1917) стал его бывший выпускник — генерал-майор Геништа Николай Иванович.

## Обучение

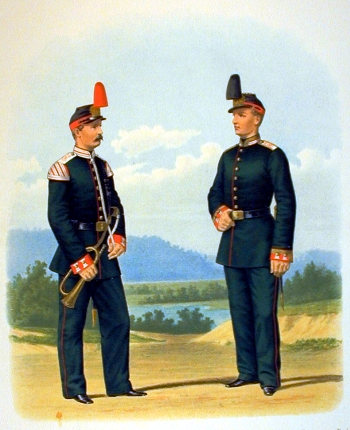
Губарев П. К. Горнист и юнкер 3-го Александровского военного училища в парадной форме. 1874 год.

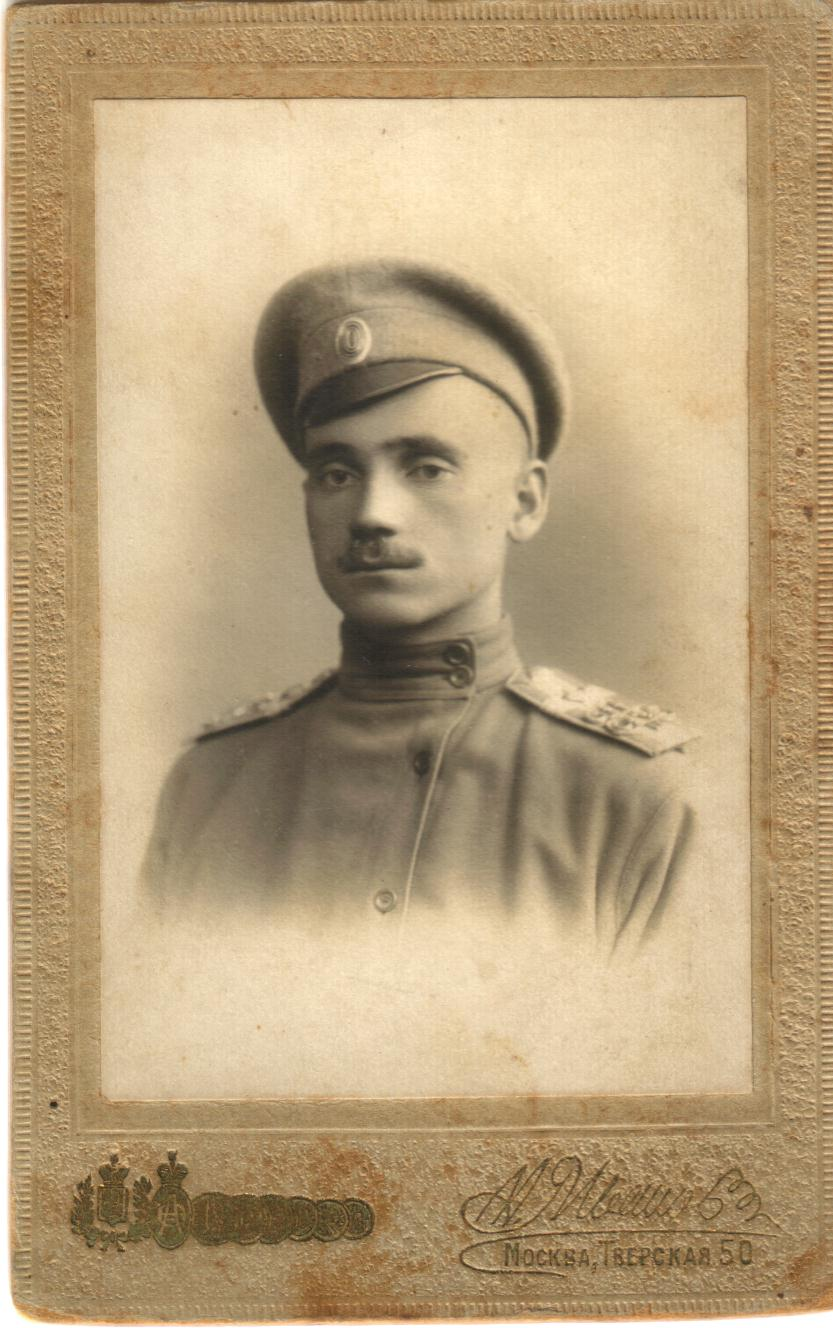
Юнкер Данилин Леонтий Степанович, выпуск ускоренного курса в 1916 году

Училище состояло из одного батальона, разделённого на 4 роты. Общим руководством строевым обучением юнкеров занимался командир батальона (должность введена в марте 1864), который являлся помощником начальника училища. Первым комбатом был назначен командир роты Его Величества (первой) гвардии капитан Лобода с присвоением звания подполковника. Срок обучения составлял два года, весь курс делился на 2 класса — младший и старший. Первый выпуск состоялся в мае 1864 года.
С 1860-х годов изучали следующие предметы: тактика, артиллерия, фортификация, военное законоведение, а также — Закон Божий, русский язык, иностранные языки, математика, химия, физика, политическая история и статистика. Юнкера занимались также духовным и светском пением, музыкой. В 1870—1880 годах состав предметов немного менялся. Для поощрения в учёбе была введена возможность заслужить звания фельдфебеля или портупей-юнкера. Юнкера, заработавшие максимальный средний бал, заносились на почётные мраморные доски. С 1887 году отпуска предоставлялись юнкерам 2 раза в неделю.
В училище принимали, в основном, дворянскую молодежь из выпускников военных гимназий. До начала XX века в училище принимались, в основном, представители столбового дворянства.
А. Ю. Бабурин в своих публикациях описывает историю Александровского училища и его структуру.
«В строевом отношении училище составляло батальон, состоящий из четырех рот. Каждая рота до 1871 года делилась на два взвода (впоследствии — на четыре). Согласно Приказу Военного Министра № 243 от 24 июня 1867 года, было объявлено первое Положение о военных училищах с новым штатом и табелем. Состав училища был определен в 300 юнкеров. Со временем штат училища подвергался изменению: в 1880 году он был доведен до 350 юнкеров, а в 1882 году увеличен до 400. С началом Первой мировой войны штат училища был увеличен до 1600 юнкеров, а к 1917 году их численность увеличилась до 2000. Началась практика ускоренных 4-х месячных выпусков, так как фронт остро нуждался в пехотных офицерах младшего звена. Именно они гибли в первую очередь при боевых действиях».
А. И. Куприн так описывает жизнь в училище:
«С трудом, очень медленно и невесело осваивается Александров с укладом новой училищной жизни, и это чувство стеснительной неловкости долгое время разделяют с ним все первокурсники, именуемые на юнкерском языке „фараонами“, в отличие от юнкеров старшего курса, которые, хотя и преждевременно, но гордо зовут себя „господами обер-офицерами“. В кличке „фараон“, правда, звучит нечто пренебрежительное, но она не обижает уже благодаря одной своей нелепости. В Александровском училище нет даже и следов того, что в других военных школах, особенно в привилегированных, называется „цуканьем“ и состоит в грубом, деспотическом и часто даже унизительном обращении старшего курса с младшим: дурацкий обычай, собезьяненный когда-то, давным-давно, у немецких и дерптских студентов, с их буршами и фуксами, и обратившийся на русской чернозёмной почве в тупое, злобное, бесцельное издевательство… Преобладающим большинством в училище были коренные москвичи, вышедшие из четырех кадетских корпусов. Москва же в те далекие времена оставалась воистину „порфироносною вдовою“, которая не только не склонялась перед новой петербургской столицей, но величественно презирала её с высоты своих сорока сороков, своего несметного богатства и своей славной древней истории… Юнкера старшего класса уже успели разобрать, по присланному из Петербурга списку, двести офицерских вакансий в двухстах различных полках. По субботам они ходили в город к военным портным примерить в последний раз мундир, сюртук или пальто и ежедневно, с часа на час, лихорадочно ждали заветной телеграммы, в которой сам государь император поздравит их с производством в офицеры».

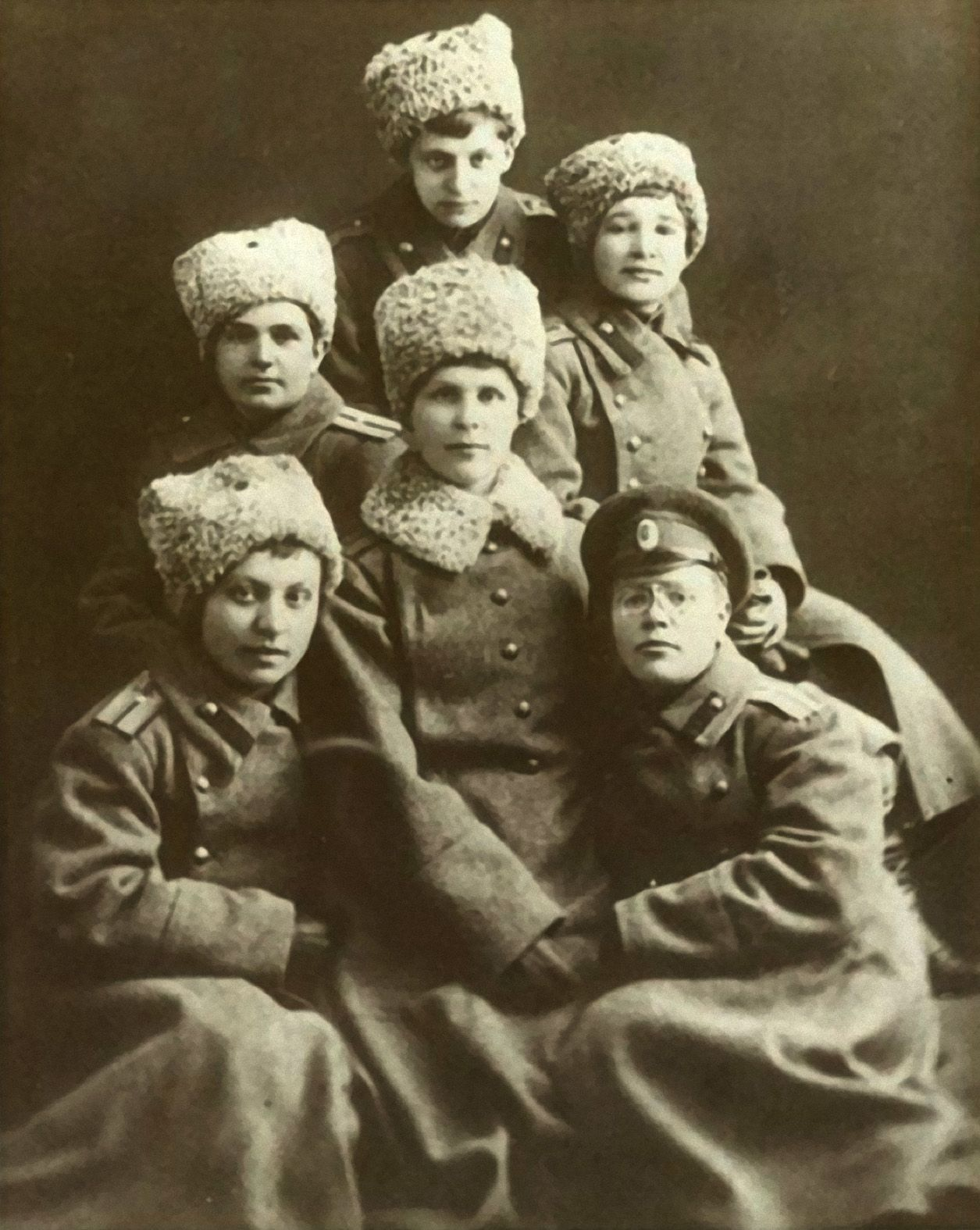
Девушки-прапорщики выпускницы Александровского училища. Ноябрь 1917 года. Первый ряд (слева направо): Виденек (в последующем первопоходник), З. Реформатская (была несколько раз ранена, умерла в США в старости), Н. Заборская (подпоручик, застрелилась в Асунсьоне). Сзади: А. Кочергина (во ВСЮР и Русской армии. Эмигрировала), З. Свирчевская (была командирована с Юга в Москву с секретным заданием. Схвачена, расстреляна), З. Готгард (подпоручик, застрелилась в КСХС)

Среди преподавателей были такие известные ученые, как Ключевский, Чупров и Смысловский.
В Первую мировую войну обучение было сокращено до четырех месяцев.
На ускоренный курс принимали молодых людей и мужчин до 30 лет, в том числе и женатых. Несмотря на то, что обучение было ускоренным, сохранялись традиции училища, в том числе порядок распределения по ротам был таким же, как это описал выпускник Александровского училища А. И. Куприн в романе «Юнкера».
К 1916 году нехватка офицеров в армии стала настолько значительна, что было разрешено принимать в училище не только дворянских детей, но и молодежь других сословий. В гимназии Российской Империи были разосланы циркуляры с объявлением о возможности приёма в Александровское училище выпускников гимназий, окончивших курс с отличием и независимо от сословия. Лучшим выпускникам предлагали оставаться преподавать в училище, однако, как правило, выпускники стремились быстрее попасть на фронт в действующую армию.
В 1917 году в училище обучалось около двух тысяч юнкеров. Строевые занятия проводились ежедневно по несколько часов, а некоторые предметы (Закон Божий, русский и иностранные языки, военная история, география) были упразднены.
Тогда же училище выпустило 25 (по другим данным — 18) девушек-прапорщиков. Одна из них погибла сразу же после выпуска, во время московских уличных боев с восставшими большевиками, в которых приняли участие почти все выпускницы. Почти все они присоединились к Белой борьбе. Пятнадцать приняли участие в «Ледяном походе». Девять были убиты на Гражданской войне. Еще две застрелились вскоре после её окончания.

## Участие в Октябрьской революции
В октябрьские дни во время московского большевистского переворота в помещении Александровского училища находился оперативный штаб Московского военного округа. Разместившиеся в училище офицерские отряды и юнкера оказали сопротивление ВРК. На подступах к училищу были сооружены баррикады и вырыты окопы. Вытесненные 1 ноября из Кремля и прилегающих к нему улиц, юнкера и офицеры сосредоточились в училище. После интенсивного артиллерийского обстрела 3 ноября защитники сдались. Училище было упразднено.

## Галерея

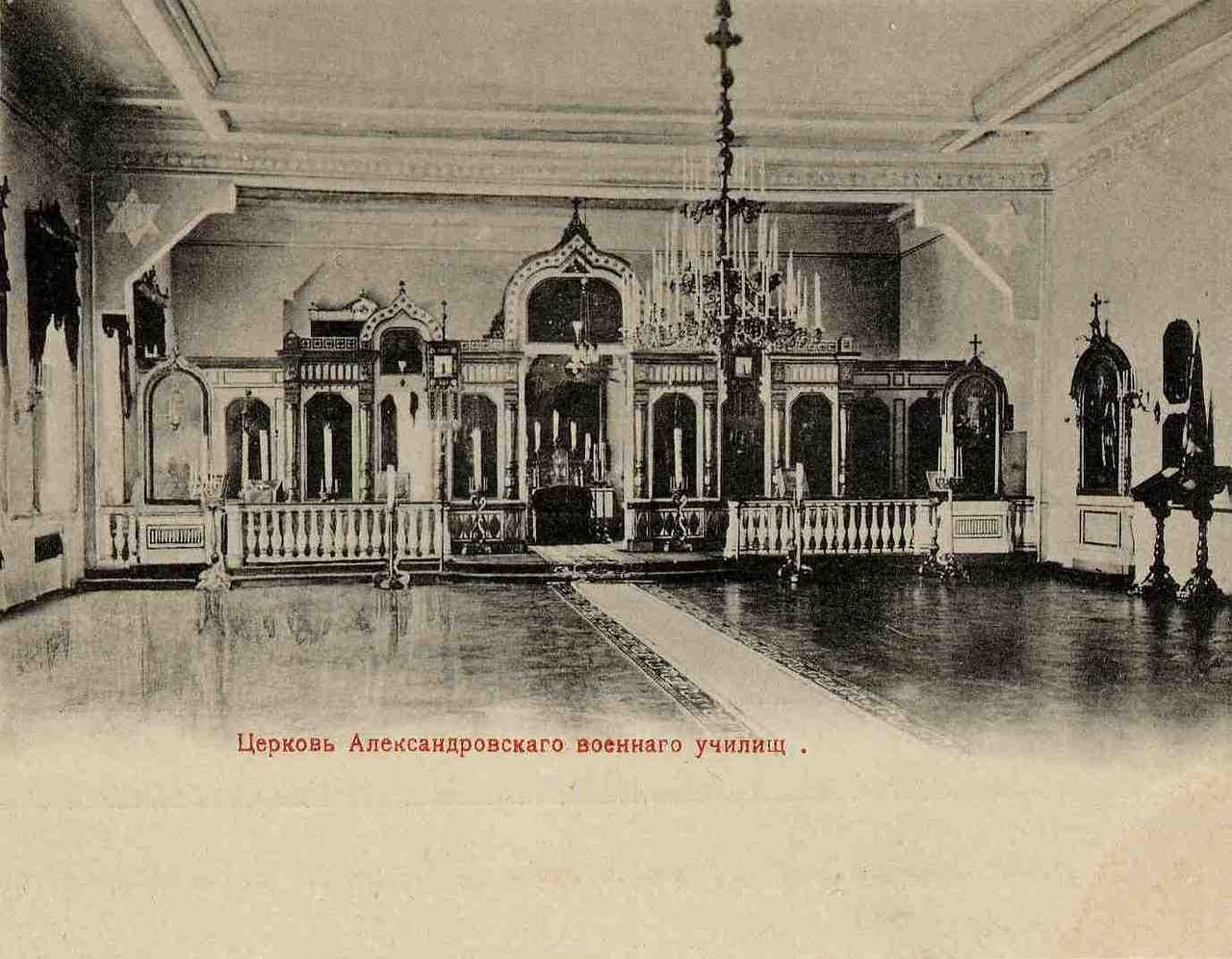
Церковь Александровского военного училища
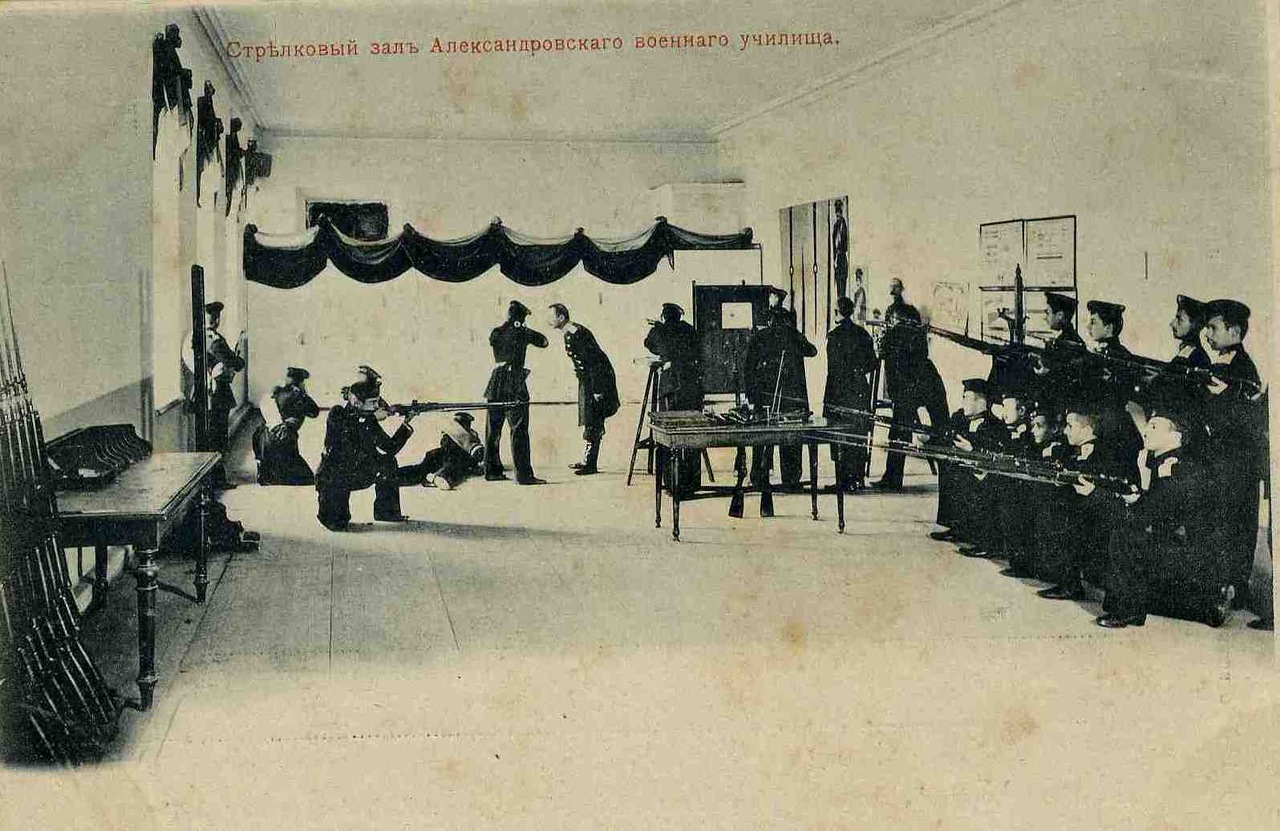
Стрелковый зал
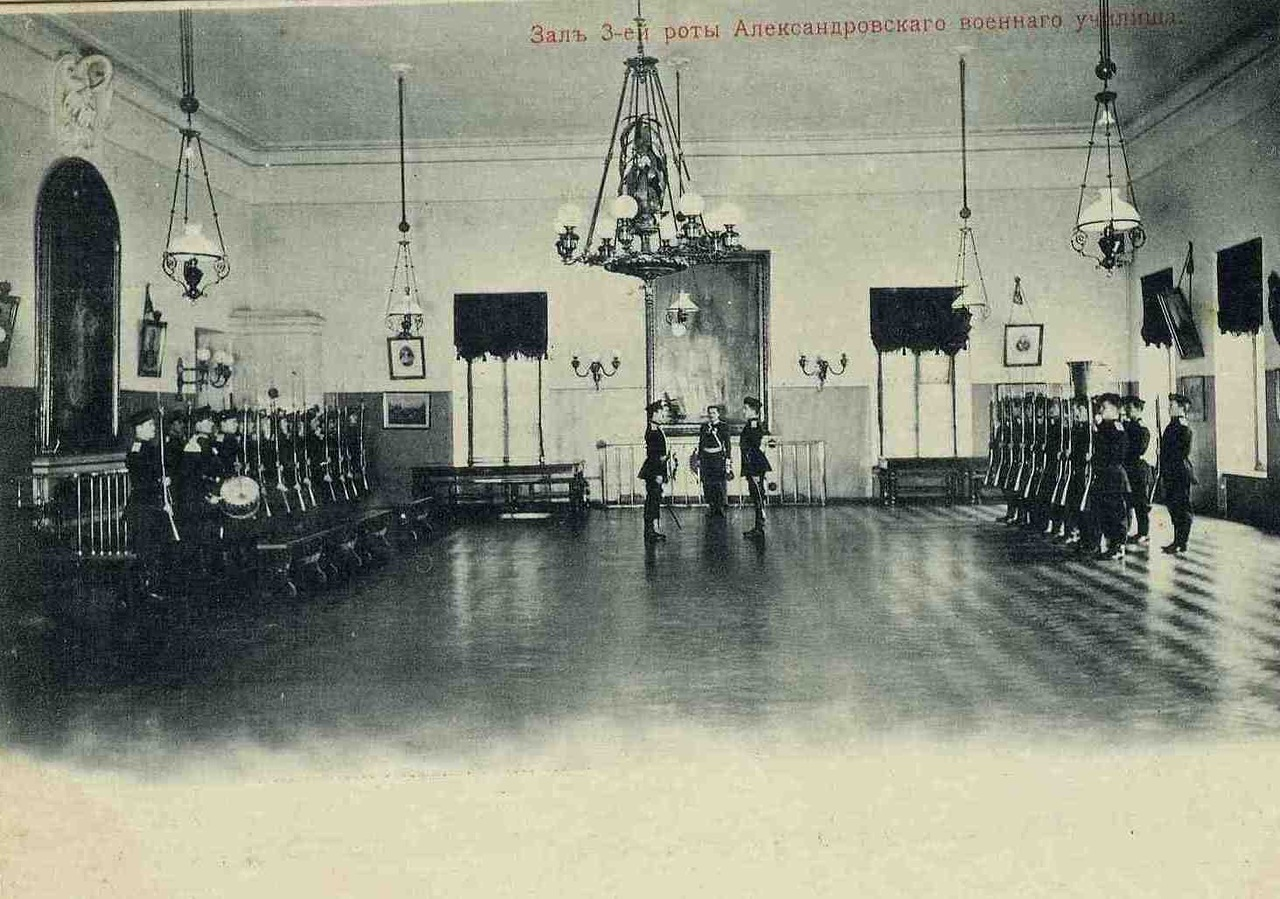
Зал 3-й роты, караульный развод
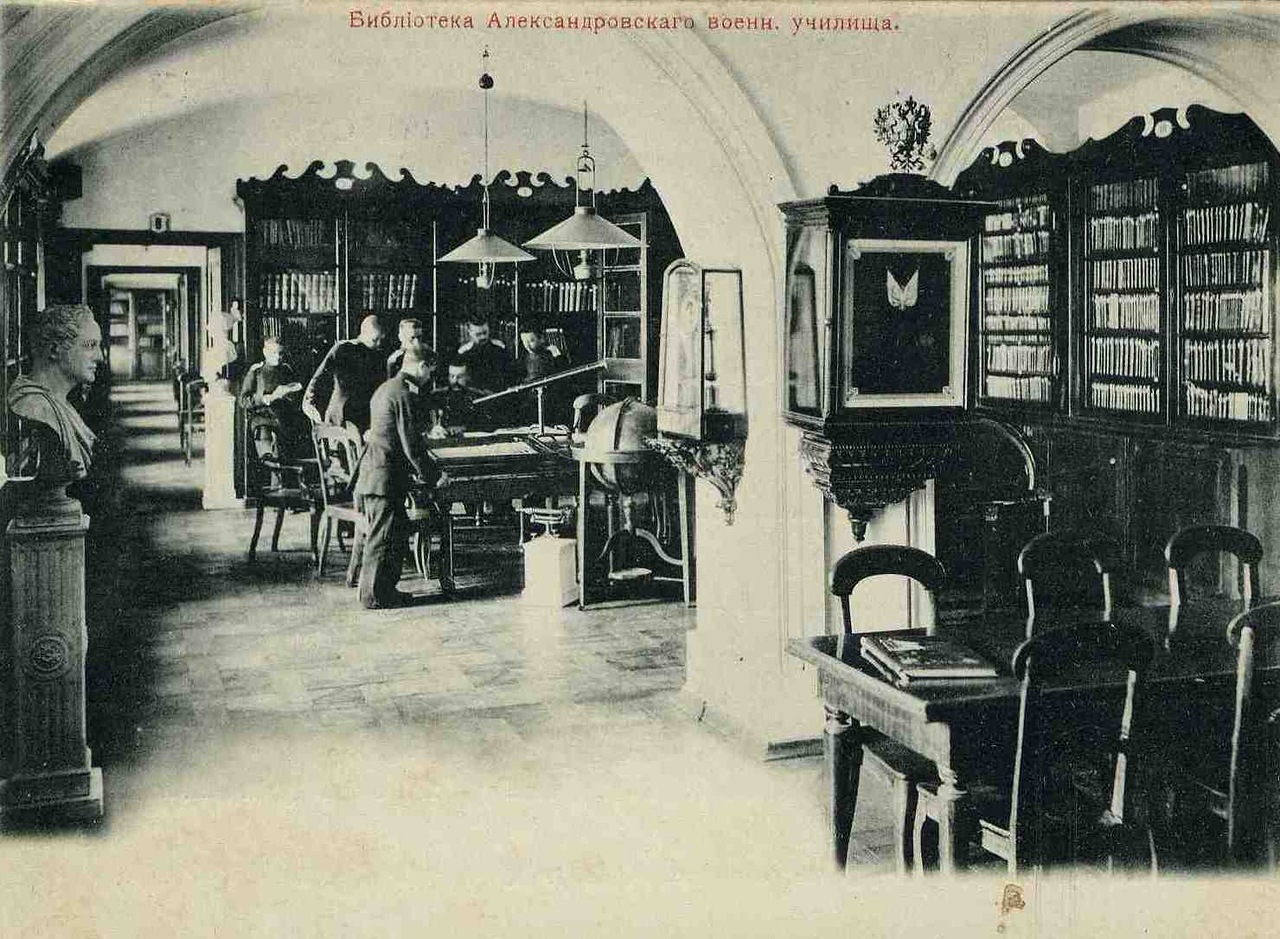
Библиотека училища
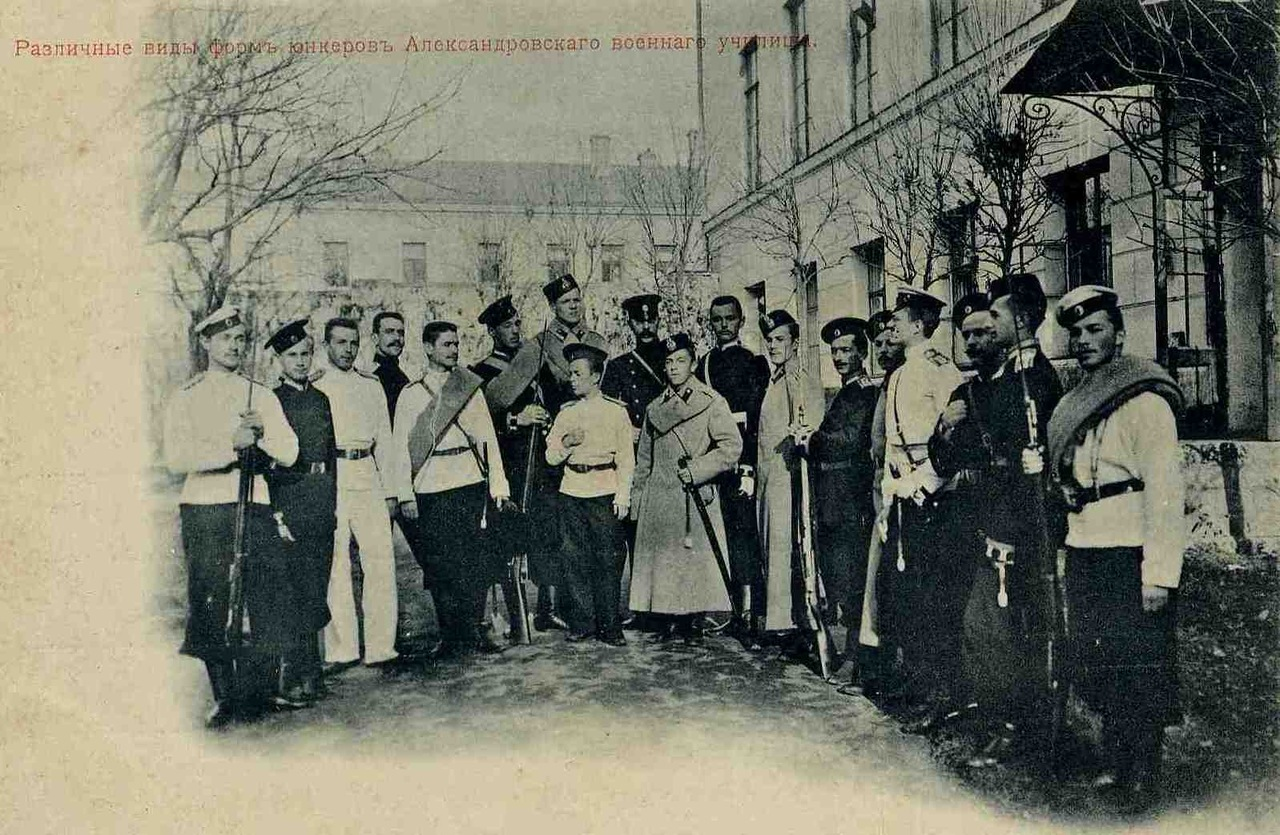
Различные формы юнкеров на начало XX века
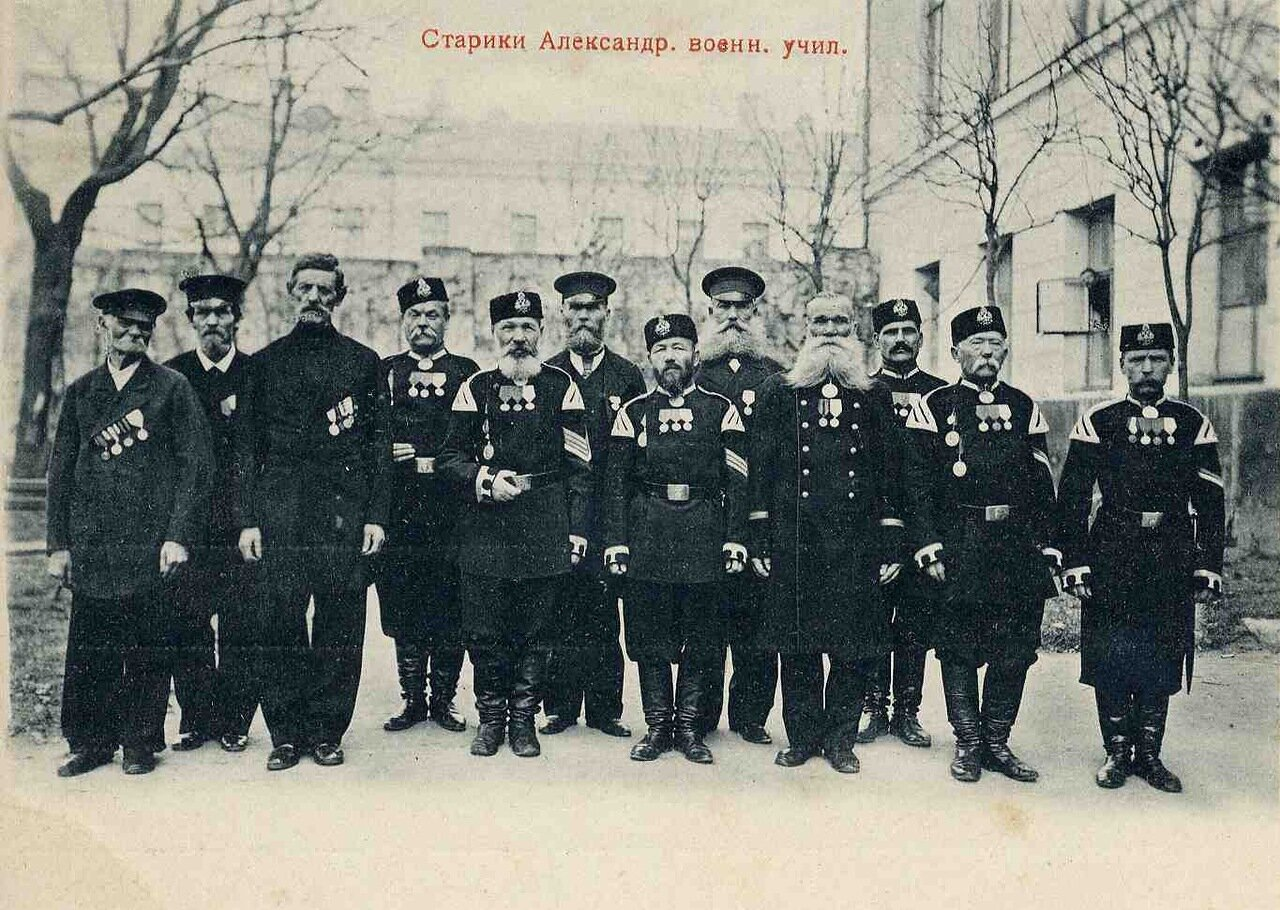
Бывшие выпускники училища на начало XX века

## Возрождение училища на Юге России и в эмиграции
Александровское военное училище было возрождено Белым движением. 31 января 1919 года на территории Вооружённых сил Юга России в Екатеринодаре были сформированы военно-училищные курсы офицеров. В июле того же года военно-училищные курсы развернулись в Ейске и были преобразованы в училище военного времени генерала Алексеева, с 1 марта 1921 года оно именовалось как Александровское генерала Алексеева военное училище. Первый выпуск из училища (107 чел.) состоялся 29 июня 1921 года в Галлиполи.
После образования в 1924 году Русского Обще-Воинского Союза и до начала 1930-х годов Александровское училище представляло собой, несмотря на распыление его чинов по разным странам, кадрированную часть в составе 1-го армейского корпуса. Офицеры последних выпусков были прикомандированы к училищу. Осенью 1925 года училище насчитывало 157 человек, в том числе 143 офицера.
В 1928—1932 годах училище издавало в Варне (Болгария) ежемесячный листок «Александровец». Всего вышло 55 номеров под редакцией генерала А. А. Курбатова. В 1950 году в Париже полковник Свистун-Жданович выпустил под тем же названием большую иллюстрированную газету.

## Здание училища

Современный вид здания училища. Ныне здание Генерального штаба ВС РФ.

Здание училища было построено в 1792 году Ф. И. Кампорези в формах раннего классицизма для богатого московского барина С. С. Апраксина. В XIX в. здание было перестроено, и заняло целый квартал между Пречистенским (ныне Гоголевским) бульваром, улицей Знаменкой и Большим Знаменским переулком. В 1944—1946 годах корпуса по Знаменке (современный адрес улица Знаменка, дом 19) были реконструированы М. В. Посохиным и А. А. Мндоянцем, соорудившими 12-колонный классицистический портик.
В советское время в здании размещался Реввоенсовет, затем Наркомат обороны. Сейчас комплекс Александровского училища занят Министерством обороны РФ.

## Начальники училища
- 26.09.1863 — 27.04.1874 — полковник (с 19.04.1864 генерал-майор) Шванебах, Борис Антонович
- 27.04.1874 — 05.11.1886 — полковник (с 01.01.1878 генерал-майор, с 19.02.1880 генерал-майор Свиты Его Императорского Величества) Самохвалов, Михаил Петрович
- 20.11.1886 — 22.03.1891 — генерал-майор Анчутин, Пётр Николаевич
- 16.05.1891 — 25.06.1901 — генерал-майор (с 30.08.1894 генерал-лейтенант) Левачёв, Илларион Михайлович
- 25.06.1901 — 15.09.1903 — генерал-майор фон Лайминг, Павел Александрович
- 02.10.1903 — 08.06.1905 — генерал-майор (с 06.12.1904 генерал-лейтенант) Яковлев, Пётр Петрович
- 05.07.1905 — 19.11.1908 — генерал-майор (с 06.12.1907 генерал-лейтенант) Ферсман, Евгений Александрович
- 08.12.1908 — 10.07.1917 — полковник (с 16.01.1909 генерал-майор, с 22.03.1915 генерал-лейтенант) Геништа, Николай Иванович[8]
- 01.08.1917 — хх.хх.1918 — генерал-майор Михеев, Сергей Петрович

## В культуре
Александровское училище изображено в романе его выпускника Александра Куприна «Юнкера» и в романе Александра Сегеня «Господа и товарищи» (2008).
События, связанные с Александровским военным училищем и его выпускниками, были отражены в фильмах:
- в фильме Никиты Михалкова «Сибирский цирюльник» (без исторической точности);
- в телесериале «Юнкера», поставленном по произведениям Александра Куприна;
- в фильме «Батальонъ», сюжет которого основан на истории женского батальона Марии Бочкарёвой.